# 前196年
| 千纪： | 前1千纪 |
| 世纪： | 前3世纪 \| 前2世纪 \| 前1世纪                                                                                         |
| 年代： | 前220年代 \| 前210年代 \| 前200年代 \| 前190年代 \| 前180年代 \| 前170年代 \| 前160年代                               |
| 年份： | 前201年 \| 前200年 \| 前199年 \| 前198年 \| 前197年 \| 前196年 \| 前195年 \| 前194年 \| 前193年 \| 前192年 \| 前191年 |
| 纪年： | 西汉汉高帝十一年 |

## 大事记
- 九月，赵相国陳豨起兵造反，刘邦御驾亲征，陳豨求救於匈奴，后被刘邦击败。
- 十月，英布举兵反汉朝，與漢軍在蘄西會戰，劉邦駐紮庸城，兩軍會戰後英布战败逃亡，刘邦封其子刘长为淮南王，国都由六安迁寿春。
- 汉高祖遣陆贾出使南越国，册封赵佗为南越王，双方开设关市，南越国定期向汉朝纳贡。
- 舍人樂說告韓信欲攻皇后與太子以應陳豨，呂后採納蕭何之計，將韓信骗入宫内，處死于长乐宫钟室，夷三族。
- 漢朝棘蒲侯柴武進攻三合，陣斬韓王信。
- 漢高祖命彭越討伐陽夏侯陳豨，彭越出力甚少，後遭到高祖整肅、流放，途中向呂后求情，卻反遭呂后殺死，屍體遭到醢刑，剁為肉醬，並賞賜給各諸侯王。
- 劉恆封代王，時年八歲。
- 安條克三世進軍色雷斯，引發羅馬共和國焦慮，要求塞琉古帝國勢力必須從歐洲撤離，而安條克三世聲稱色雷斯本為塞琉古一世時的疆域，還收留流亡的迦太基將軍漢尼拔。
- 埃及，一群托勒密王朝的祭司製作了一塊石碑以紀念托勒密五世登基一週年，也就是今日以羅塞塔石碑之名舉世聞名的石碑。
- 羅馬共和國、帕加馬王國和羅德島聯軍與馬其頓王國在坦佩谷簽訂和約，正式標誌第二次馬其頓戰爭的結束，馬其頓王國放棄在希臘、小亞細亞和色雷斯所有領土。

## 逝世
- 韓王信，秦末漢初將領，西漢初年被劉邦封為韓王，後投降匈奴，與漢軍作戰時被柴武所殺。
- 韩信，西漢開國三傑之一，又与彭越、英布并称为汉初三大名将。
- 陳豨，西漢陽夏侯，自封代王。
- 彭越，秦末汉初的军事政治人物，西漢開國功臣，封梁王。